# Хідео Кодзіма
Хідео Кодзіма (яп. 小島秀夫; нар. 24 серпня 1963, Токіо) — японський геймдизайнер, сценарист, продюсер та керівник розробки відеоігор. Кодзіма знаний своєрідним авторським підходом до створення ігор; ще до приходу в ігрову індустрію він захоплювався літературою та кінематографом і пізніше розглядав розробку ігор, як нову можливість для художньої творчості. Кодзіма протягом багатьох років працював в компанії Konami Digital Entertainment, в тому числі як керівник внутрішньої студії Kojima Productions, також певний час був віцепрезидентом Konami. Після розриву з Konami в 2015 році Кодзіма відтворив і очолив Kojima Productions вже як незалежну студію.
Кодзіма найзнаніший як творець серії ігор Metal Gear — розроблених під його керівництвом ігри цієї серії виходили протягом понад чверті століття, справивши значний вплив на жанр стелс-ігор та індустрію відеоігор загалом. Окрім Metal Gear, Кодзіма також розробив пригодницькі ігри Snatcher і Policenauts; також виступав продюсером інших ігор серії, в тому числі Zone of the Enders, Boktai і Castlevania: Lords of Shadow. Death Stranding стала першою грою Кодзіми, розробленою поза Konami.

## Біографічні відомості
Народився 24 серпня 1963 року в місті Токіо, в 7 років разом із сім'єю переїхав до Кобе (місце дій однієї з його ігор). В минулому віцепрезидент Konami Computer Entertainment Japan, зараз — голова Kojima Productions. Творець успішних ігрових проєктів, таких як серіал Metal Gear Solid, Snatcher, Policenauts. Також спродюсував обидві частини Zone of the Enders і серію Boktai.

## Кар'єра в розробці ігор

### Konami Corporation
В 1986 був прийнятий в компанію Konami на посаду дизайнера в підрозділ, котрий займався проєктами для MSX.
Перша гра над якою працював Кодзіма в ролі асистента режисера — Penguin Adventure. Перший розроблений ним проєкт — Lost World (був скасований Konami).
Перший випущений проєкт — Metal Gear для MSX 2 (консоль була популярна здебільшого в Європі та Японії, тому в США гра була видана значно пізніше для Nintendo Entertainment System, без участі самого Кодзіми). Metal Gear унікальний тим, що вперше відкрив світу жанр stealth-action, в котрому більшу частину часу доводилось не воювати, а ховатися від супротивників, самі ж збройні сутички були невигідні гравцю.
В 1988 році Кодзіма взяв участь в розробці Snatcher, пригодницької відеогри з елементами кіберпанку. Проєкт був підданий критиці, але мав успіх.
В 1990 році ексклюзивно для Японії виходить Metal Gear 2: Solid Snake для MSX, одна з найуспішніших ігор в серії MGS. Кодзіма не став міняти формулу ігрового процесу, приділив набагато більше уваги сюжету гри.
В 1992 виходить римейк Snatcher для PC-Engine, названий Snatcher CD-ROMantic, а в 1994 — Policenauts, пригодницька гра в стилі нуар. В 1996 обидва проєкти було портовано на Sony PlayStation.
Довгоочікуваний реліз Metal Gear Solid на PS перетворює Кодзіму на зірку ігрової індустрії. Цей проєкт вперше в серії MGS використав 3D-графіку та мав порівняно серйозний сюжет.
На початку 2000-х Кодзіма показав перші кадри Metal Gear Solid 2: Sons of Liberty, прямого продовження Metal Gear Solid. Завдячуючи можливостям PlayStation 2, кінематографічні вставки гри, а також графіка та анімація виглядали реалістичніше, ніж у попередніх іграх серії. Негативні відгуки здебільшого стосувалися заміни Соліда Снейка (головний герой минулих частин Metal Gear) на новачка Райдена, якому дістався великий другий епізод гр.
До виходу MGS2 Кодзіма спродюсував Zone of the Enders, шутер від третьої особи з аніме-вставками, та унікальний проєкт для GBA під назвою Boktai (головна ідея гри полягала в наявності сенсора, що реагує на сонячне світло. Навколо цього була вибудувана більша частина ігрового процесу). А в 2004 вийшов рімейк Metal Gear Solid під назвою Metal Gear Solid: The Twin Snakes для Nintendo GameCube. Ролики для гри поставив відомий азійський режисер Рюхей Кітамура.
Потім Кодзіма зайнявся розробкою Metal Gear Solid 3, шпигунським екшеном у стилі 60-х років. Головним героєм став Біґ Босс (Big Boss) — генетичний батько Снейка, а сюжет став логічнішим і послідовнішим. Пізніше Konami видала розширену версію гри — Metal Gear Solid 3: Subsistence — котра мала нову зручнішу камеру та включала багато доробок і доповнень. MGS: Peace Walker продовження Metal Gear Solid 3 яке має вийти в 2009 році на PSP.
Metal Gear Solid 4:Guns of the Patriots вийшов наприкінці 2008 року ексклюзивно для консолі PS3.

### Kojima Productions
1 квітня 2005 команда Кодзіми отримала особисту студію «Kojima Productions», котра до того часу випустила п'ять проєктів для різноманітних ігрових платформ: Metal Gear Solid 3: Subsistence, Metal Gear Acid 2, Metal Gear Solid: Digital Graphic Novel, Metal Gear Solid: Portable Ops, Lunar Knights та кінцеву частину саги про Соліда Снейка — Metal Gear Solid 4: Guns of the Patriots для PlayStation 3.
На Е3 2009 була анонсована мультиплатформена гра — Metal Gear Solid: Rising, головним героєм якої є Райден.
Також Кодзіма працює над новою Castlevania.

## Проєкти
| Рік       | Ігрова консоль                                                      | Гра                                       |
| --------- | ------------------------------------------------------------------- | ----------------------------------------- |
| 1986      | MSX                                                                 | Yumetairiku Adventure (Penguin Adventure) |
| 1986      | MSX                                                                 | Lost World                                |
| 1987      | MSX 2                                                               | Metal Gear                                |
| 1988      | PC 8801SR                                                           | Snatcher                                  |
| 1988      | MSX 2                                                               | Snatcher                                  |
| 1990      | MSX 2                                                               | SD Snatcher                               |
| 1991      | MSX 2                                                               | Metal Gear 2: Solid Snake                 |
| 1992      | PC Engine                                                           | Snatcher Pilot Disc/Snatcher CD-ROMantic  |
| 1994      | NEC PC 9821                                                         | Policenauts                               |
| 1995      | 3DO/Playstation                                                     | Policenauts                               |
| 1995      | 3DO                                                                 | Policenauts Pilot Disc                    |
| 1996      | Playstation                                                         | Policenauts                               |
| 1996      | Sega Saturn                                                         | Policenauts                               |
| 1996      | Playstation                                                         | Policenauts Private Collection            |
| 1997      | Psx/SSaturn                                                         | Nijiiro No Seisyun                        |
| 1998      | Psx/SSaturn                                                         | Irodori No Lovesong                       |
| 1998      | Playstation                                                         | Metal Gear Solid                          |
| 1999      | DreamCast                                                           | D-2                                       |
| 2000      | Playstation                                                         | Metal Gear Solid Integral                 |
| 2000      | GameBoy Color                                                       | Metal Gear: Ghost Babel                   |
| 2001      | Playstation 2                                                       | Zone of the Enders                        |
| 2001      | Playstation 2                                                       | Metal Gear Solid 2: Sons of Liberty       |
| 2002      | Playstation 2                                                       | The Document of Metal Gear Solid 2        |
| 2002      | Playstation 2                                                       | Metal Gear Solid 2: Substance             |
| 2003      | Playstation 2                                                       | Anubis: Zone of the Enders 2              |
| 2003      | GBoy                                                                | Advance Bokura no Taiyo (Boktai)          |
| 2004      | GameCube                                                            | Metal Gear Solid: The Twin Snakes         |
| 2004      | GBoy Advance                                                        | Zoku: Bokura no Taiyo (Boktai 2)          |
| 2004      | Playstation 2                                                       | Metal Gear Solid 3: Snake Eater           |
| 2005      | Playstation 2                                                       | Metal Gear Solid 3: Subsistence           |
| 2008      | PlayStation 3                                                       | Metal Gear Solid 4: Guns of the Patriots  |
| 2010      | Xbox-360, PlayStation 3, Microsoft Windows                          | Metal Gear Rising : Revengeance           |
| 2014      | PlayStation 4                                                       | P.T.                                      |
| Скасована | PlayStation 4                                                       | Silent Hills                              |
| 2014      | PlayStation 4, PlayStation 3, Xbox One, Xbox 360, Microsoft Windows | Metal Gear Solid V: Ground Zeroes         |
| 2015      | PlayStation 4, PlayStation 3, Xbox One, Xbox 360, Microsoft Windows | Metal Gear Solid V: The Phantom Pain      |
| 2019      | PlayStation 4                                                       | Death Stranding                           |
| 2020      | Microsoft Windows                                                   | Death Stranding                           |

## Виноски
1. ↑  Store norske leksikon — 1978. — ISSN 2464-1480
2. 1 2 3  小島秀夫 The Creative Gene: How Books, Movies, and Music Inspired the Creator of Death Stranding and Metal Gear Solid — ビズメディア, 2021.